# Estrilda paludicola
La estrilda pechiparda (Estrilda paludicola) es una especie de ave paseriforme de la familia Estrildidae propia de África central y oriental. 

## Distribución y hábitat
El estrilda pechiparda se encuentra en los herbazales tropicales de África central y oriental, aunque también puede vivir en bosques secos y zonas de matorral.